# 自筆譜
自筆譜（じひつふ、英語：autograph）は、作曲者自身が記した楽譜。これをコピーしたものはファクシミリ版であり、原典をもとにした楽譜は原典版である。写し伝えられたものは写本と呼ばれる。

## 概要
中世からルネサンス期の自筆譜は現在ほとんど存在しない。現存する最古の自筆楽譜とされるのは、ハインリヒ・イザークのものである。
18世紀以降では、ヨハン・ゼバスティアン・バッハ、ゲオルク・フリードリヒ・ヘンデル、フランツ・ヨーゼフ・ハイドン、ヴォルフガング・アマデウス・モーツァルト、ルートヴィヒ・ヴァン・ベートーヴェン、フレデリック・ショパンなどがあり、現存しないものもあるが、今日でも多くの自筆譜が残されており、研究や出版が盛んである。
著名な作曲家の自筆譜は、年月が経つと、美術品の様にオークションなどでとても高い金額で取引される。自筆譜の一部や手紙・契約書の自筆はその作曲家の博物館などで見ることができ、観光産業の一部として使われている。
パーソナルコンピュータが普及してからは、作曲ソフトウェア（ミュージックシーケンサー）や楽譜作成ソフトウェアが使われることも増え、徐々に、字義的な意味合いにおける「自筆譜」は減少する傾向がある。